# Kötlufoss

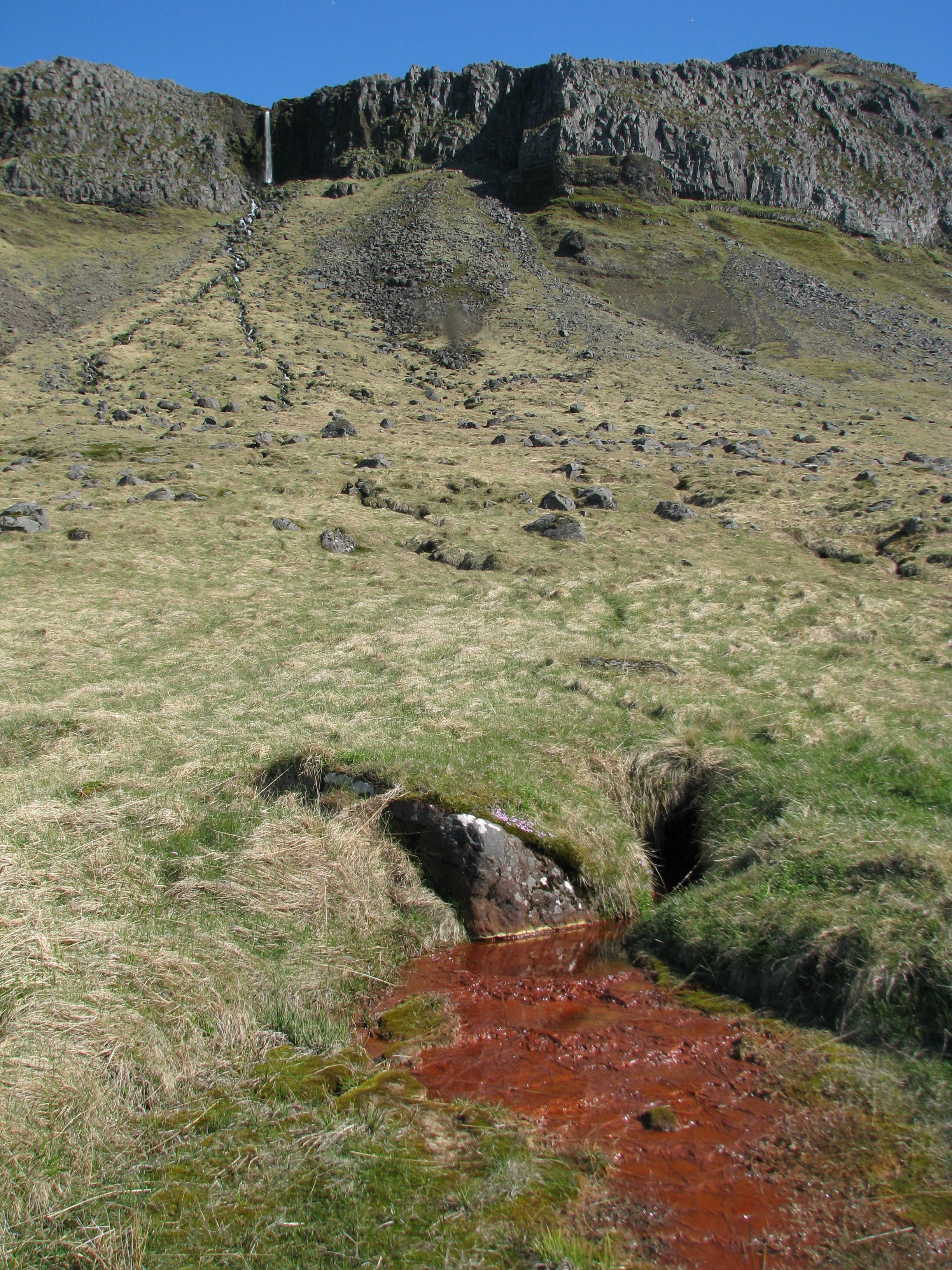
De Kötlufoss met op de voorgrond een ijzerhoudende ölkelda.

De Kötlufoss is een kleine waterval in IJsland. Op het schiereiland Snæfellsnes komen vele watervallen voor en de Kötlufoss is er een van. In de buurt van de waterval ligt een aantal ölkelda's, bronnen waar koolzuurhoudend water uit de grond omhoog welt. Omdat dit water veel opgelost ijzer bevat, is de grond rondom de bron roestbruin gekleurd.

## Naamgeving
Een volksverhaal verklaart de naam van de waterval. In de nabijgelegen boerderij Bjarnafoss woonde een zekere Katla, een ongelooflijke helleveeg, samen met een luiaard en een nietsnut van een man. Hoewel zij elke zondag naar de kerk ging, behandelde zij haar herders slecht, op een enkeling na die zij droge pap te eten gaf. Tijdens een van haar wandelingen struikelde ze en viel ze in de waterval die daarna Kötlufoss (Katla's waterval) werd genoemd. De mensen uit de omgeving vonden dat zij hiermee haar verdiende loon had gekregen.